# Nyika nationalpark
Nyika nationalpark är en nationalpark i Malawi.   Den ligger i distriktet Rumphi District och regionen Northern Region, i den norra delen av landet, 400 km norr om huvudstaden Lilongwe. Nyika nationalpark ligger 2 050 meter över havet. Arean är 3,2 kvadratkilometer.